# أوين كامبل
أوين كامبل (بالإنجليزية: Owen Campbell)‏ هو كاتب أغاني أسترالي، ولد في القرن العشرين في كوينبيان في أستراليا.

## وصلات خارجية
- الموقع الرسمي